# Waterflame
Кристиан Мейдлендер Крогсволд (норв. Christian Mejlænder Krogsvold, род. 26 февраля 1989, Осло, Норвегия), более известный как Waterflame, — норвежский композитор и музыкальный продюсер. Родился 26 февраля 1989 года в городе Осло, Норвегия, учился звуковому дизайну. Наиболее известен тем, что сочиняет свои музыкальные произведения для видеоигр, таких как Castle Crashers, Age of War, CastleStorm и Geometry Dash.

## Музыкальная карьера
Любовь Крогсволда к созданию музыки появилась в 2002 году, в возрасте 13 лет. Его первый загруженный контент начался с флеш-анимации на сайте Newgrounds в 14 лет, после присоединения к платформе в 2003 году. В 2004 году он создал композицию JumpStompLoop, которая была лицензирована в игре MecaPumble 2005 года мексиканской небольшой компанией по программированию Nibbo Studios. Трек был переделан под Jumper, который впервые был использован в Castle Crashers в 2008 году и в Geometry Dash в 2013 году.
Имея успех на Newgrounds, Крогсволд также рассказал о своих аккаунтах в Интернете на других веб-сайтах, предоставляющих пользовательский контент, таких как: YouTube и SoundCloud . В 2008 году он получил запросы от нескольких компаний, выпускающих видеоигры, на сочинение музыки. 11 октября 2009 года Крогсволд выпустил свой первый музыкальный альбом Green. С тех пор он также сочиняет музыку для других производителей видеоигр, включая игры CastleStorm 2013 года от Zen Studios и Geometry Dash от RobTop Games.
Он выпустил 16 альбомов за последние 10 лет и сотни отдельных треков на Newgrounds, YouTube, SoundCloud, iTunes и Spotify.
Он работал со многими разработчиками видеоигр, включая «Zen Studios», «The Behemoth» и «MaxGames», часто занимается не только музыкой, но и другими областями разработки игр. В настоящее время Крогсволд создает пиксельную графику и электронную музыку на Newgrounds и на своём веб-сайте. В настоящее время он использует программу FL Studio и Roland keyboard для создания новых музыкальных треков и песен, в основном для видеоигр. Его другие интересы включают фотографию, анимацию и разработку игр.

## Альбомы
- Green (2009)
- Adventure (2012)
- Showdown (2013)
- Community Favorites (2015)
- Surge (2017)
- Vast (2021)

## Официальные саундтреки
- Stick war (2005)
- Age of War (2007)
- Castle Crashers (2008)
- Awesome Tanks 2 (2012)
- Geometry Dash (2013)
- Kawairun (2013)
- Great Forest Challenge (2013)
- CastleStorm (2013)
- An Alien with a Magnet (2013)
- Fox Fender (2014)
- Fox Rush (2015)
- Oh My Goat! (2015)
- SAP: Battle Arena (2015)
- Layerz (2015)
- Racing Apex[a] (2016)
- Infinite Minigolf (2017)
- Infinite Minigolf Add on Pack Vol.1 (2017)
- Rocket Wars (2017)
- Hotshot Racing[b] (2020)

### Комментарии
1. ↑  Игра была выпущена под названием Hotshot Racing в 2020 году, саундтрек был немного изменён[9].
2. ↑  Раннее Racing Apex.

## Внешние ссылки
- Newgrounds
- Веб-сайт